# FC Groningen in het seizoen 1971/72
Het seizoen 1971/1972 was het eerste jaar in het bestaan van de Groningse betaaldvoetbalclub FC Groningen, aan het begin van het seizoen werd de clubnaam veranderd van GVAV naar FC Groningen. De club kwam uit in de Nederlandse Eredivisie en eindigde daarin op de 12e plaats. Tevens deed de club mee aan het toernooi om de KNVB beker, hierin werd de club in de tweede ronde, na verlenging, uitgeschakeld door Wageningen (3–4).

## Wedstrijdstatistieken

### Eredivisie
|       | FC Den Bosch '67 | Ajax  | DWS   | Excelsior | Feyenoord | Go Ahead | FC Den Haag-ADO | MVV   | NAC   | N.E.C. | PSV   | Sparta | Telstar | FC Twente '65 | FC Utrecht | Vitesse | Volendam |
| ----- | ---------------- | ----- | ----- | --------- | --------- | -------- | --------------- | ----- | ----- | ------ | ----- | ------ | ------- | ------------- | ---------- | ------- | -------- |
| Thuis | 0 – 0            | 1 – 0 | 4 – 0 | 2 – 3     | 1 – 3     | 0 – 1    | 1 – 2           | 1 – 0 | 1 – 0 | 2 – 2  | 1 – 1 | 1 – 0  | 1 – 1   | 0 – 1         | 0 – 1      | 1 – 0   | 1 – 1    |
| Uit   | 7 – 0            | 1 – 1 | 3 – 0 | 1 – 1     | 4 – 1     | 2 – 1    | 5 – 0           | 2 – 2 | 2 – 1 | 0 – 0  | 2 – 1 | 3 – 3  | 0 – 0   | 4 – 2         | 2 – 2      | 1 – 2   | 0 – 2    |

### KNVB beker
| 1e ronde                                      | FC Groningen                                                    | 1 – 0 (1 – 0)                      | FC Den Bosch '67                                                    |
| 9 januari 1972 Plaats: Groningen Oosterpark   | Wim van der Heide 24'                                           |                                    |                                                                     |
| 2e ronde                                      | FC Groningen                                                    | 3 – 4 (2 – 0, 2 – 2) Na verlenging | Wageningen                                                          |
| 13 februari 1972 Plaats: Groningen Oosterpark | Bert Oldenburger 8' Bjarne Jensen 41' Martin Koeman 120' (pen.) |                                    | 54' Henny Roelofs 65' Aart Ooms 94' Ger Meurs 109' Gerdo Hazelhekke |

## Statistieken FC Groningen 1971/1972

### Eindstand FC Groningen in de Nederlandse Eredivisie 1971 / 1972
| Stand | Gespeeld | Gewonnen | Gelijk | Verloren | Punten | Doelpunten voor | Doelpunten tegen |
| ----- | -------- | -------- | ------ | -------- | ------ | --------------- | ---------------- |
| 12e   | 34       | 8        | 12     | 14       | 28     | 37              | 55               |

### Topscorers
| #                    | Naam              | Goal |
| -------------------- | ----------------- | ---- |
| 1.                   | Bjarne Jensen     | 7    |
| 2.                   | Bert Oldenburger  | 6    |
| 3.                   | Piet Fransen      | 3    |
| 3.                   | Gerard Hijlkema   | 3    |
| 3.                   | Jan Schipper      | 3    |
| 6.                   | Jaap Bos          | 2    |
| 6.                   | Frans Guns        | 2    |
| 6.                   | Wim van der Heide | 2    |
| 6.                   | Hugo Hovenkamp    | 2    |
| 6.                   | Martin Koeman     | 2    |
| 11.                  | Henk Oosterwold   | 1    |
| Onbekende doelpunten |                   |      |
| –                    | Onbekend          | 4    |
| Totaal               | Totaal            | 37   |

| #      | Naam              | Goal |
| ------ | ----------------- | ---- |
| 1.     | Wim van der Heide | 1    |
| 1.     | Bjarne Jensen     | 1    |
| 1.     | Martin Koeman     | 1    |
| 1.     | Bert Oldenburger  | 1    |
| Totaal | Totaal            | 4    |

## Voetnoten
Ajax ·
FC Den Bosch '67 ·
DWS ·
Excelsior ·
Feyenoord ·
Go Ahead Eagles ·
FC Groningen ·
FC Den Haag-ADO ·
MVV ·
NAC ·
N.E.C. ·
PSV ·
Sparta ·
Telstar ·
FC Twente '65 ·
FC Utrecht ·
Vitesse ·
Volendam